# Yoshio Mikami
Yoshio Mikami (三上 義夫, Mikami Yoshio), 16 février 1875 à Kōtachi, préfecture de Hiroshima - 31 décembre 1950 à Hiroshima, est un mathématicien japonais et historien du wasan. Il fréquente le lycée de l'université du Tōhoku qu'il quitte cependant prématurément pour cause de maladie. En 1911 il est admis à la prestigieuse université impériale de Tokyo où il étudie l'histoire des mathématiques chinoises et japonaises. En 1913, il publie Développement des mathématiques en Chine et au Japon à Leipzig. L'ouvrage est composé de deux parties avec 47 chapitres. La première partie comporte 21 chapitres qui présentent en détail plusieurs mathématiciens et classiques mathématiques chinois importants dont Liu Hui, Shen Kuo, Qin Jiushao, Sun Tzu, Les Neuf Chapitres sur l'art mathématique, Le traité mathématique en neuf sections, Li Ye, Zhu Shijie et une étude sur le nombre π. La deuxième partie est consacrée à d'importants mathématiciens wasan et à leurs travaux, dont Mōri Kambei, Yoshida Koyu, Seki Kōwa, Imamura Chisho, Takahara Kisshu, Kurushima, Ajima Chokuyen, Aida Ammei, Shiraishi Chochu, Skabe Kohan et Hagiwara Teisuke.
En 1914 paraît une Histoire des mathématiques au Japon écrite avec l'historien américain des mathématiques David Eugene Smith. Elle est suivie par d'autres monographies, mais parues seulement en japonais. Dans une série d'essais parus dans les années 1930, il s'intéresse particulièrement au mathématicien Seki Takakazu.
Après les premières approches du missionnaire britannique Alexander Wylie, Mikami est celui qui a donné à l'Occident une connaissance approfondie de l'histoire chinoise des mathématiques. Ses livres sur les mathématiques japonaises sont des œuvres classiques.
Il meurt le 31 décembre 1950 à Hiroshima.

## Écrits
- Mathematical papers from the far east, Zeitschrift für Mathematik und Physik, Band 28, Teubner, Leipzig und Stechert, New York 1910
- Development of mathematics in China and Japan, Teubner, Leipzig (Abhandlungen zur Geschichte der Mathematik, Band 30) 1912 und Stechert, New York 1913, Chelsea Reprint 1961
- Avec David Eugene Smith : A History of Japanese Mathematics. Open Court Publishing, Chicago 1914 (vollständige Online-Version bei archive.org)
- (ja) Bunkashi jōyori Mitaru Nihon no Sūgaku (文化史上より見たる日本の數學, wörtlich: „Japanische Mathematik aus dem Blickwinkel der Kulturgeschichte“). Tokio, Sogemasha 1947
- (ja) Probleme Magischer Quadrate in der japanischen Mathematik, Tokio 1917

## Source de la traduction
- (de)/(en) Cet article est partiellement ou en totalité issu des articles intitulés en allemand « Mikami Yoshio » (voir la liste des auteurs) et en anglais « Yoshio Mikami » (voir la liste des auteurs).
- Notices d'autorité :   - VIAF
  - ISNI
  - BnF (données)
  - IdRef
  - LCCN
  - GND
  - Japon
  - CiNii
  - Pays-Bas
  - Israël
  - NUKAT
  - Corée du Sud
  - WorldCat